# 境町大火
境町大火（さかいまちたいか）は、鳥取県西伯郡境町（現在の境港市）で1935年（昭和10年）1月12日に発生した火災。町内の三分の一が焼失した。

## 概要
1935年1月12日午後8時頃、栄町（桜町）にあった遊郭の料亭から出火。折からの季節風にあおられて京町、松ヶ枝町、末広町と次第に町内全域に火災が広がった。松江市からの消防隊も加わり消火活動が行われたが、当時は水の便も悪く翌日午前1時過ぎに鎮火した。罹災者約2000人、焼失家屋数419戸。